# 汪明欣
汪明欣小姐為香港首位失明女作家及音樂創作人。

## 生平
汪明欣出生於香港，八個月大時患上麻疹及德國痲疹，導致視覺神經受到感染。她先後做過六次角膜移植手術，但最終因視覺神經壞死而失明。失明不能阻擋明欣開朗的性格，她才情橫溢，從小學習聲樂、鋼琴及音樂創作，並一直參與義務工作。
她曾先後就讀香港心光盲人學校、香港英華女校，並曾留學澳洲。
近年，明欣先後獲得以下榮譽及獎項：
- 2004年，香港首位失明女作家及音樂創作人
- 2005年，代表香港，獲邀赴上海出席兩年一度的「第八屆亞太地區蒲公英音樂節」作音樂交流。
- 2008年，獲選為「香港十大傑出青年」
- 2009年，「香港第三屆傑出義工獎」
- 2009年，「香港Tough 15強人獎 - 音樂界」
- 2009年，代表香港，獲邀赴韓國出席兩年一度的「第十屆亞太地區蒲公英音樂節」作音樂交流。
- 2010年，新地商場apm邀請出席「apm傑出女性嘉許禮」，並獲嘉許為傑出女性。
- 2010年，香港婦聯天水圍服務中心-「幸福快樂代言人」名人分享會暨頒獎典禮，委任為「晴天榮譽大使」 。
- 2010年，宣明會饑饉三十記者招待會 擔任饑饉大使
- 2011年，「ATV 2011感動香港年度人物」
- 2012年，亞洲電視委任為「ATV2012感動香港年度人物評選」評審及活動大使。
- 2013年，香港電台邀請為香港電台(第五台)節目<活在有情天>擔任主持。
- 2014年，新城勁爆勵志兒歌頒獎禮2014-獲新城勁爆勵志歌獎-Little Angels theme song-Can you see the miracles? (作曲、作詞：汪明欣)
- 2014年-至今，中國星火基金會委任為青年大使
- 2015年，心之泉源慈善音樂會 2015-音樂會召集人
- 2017年-2018年，心之泉源慈善音樂會 2018 延續篇-監製

出版作品 - 書本﹕
- 2004年《如果你相信童話》
- 2005年《步向彩虹的女孩》
- 2006年《愛來自珍惜》
- 2007年《七個別人的故事》
- 2010年《步向彩虹的女孩(新增版) 》
- 2023年《平行時空下的約定》ETC

出版作品 -音樂﹕
- 2008年，小明-獅子會「寶寶護眼知多少」活動主題曲
- 2008年，「誰及我幸運」第一首婚禮主題曲
- 2008年，「當我遇上你」第二首婚禮主題曲
- 2009年，「這一生多美好」第三首婚禮主題曲
- 2010年，「星火之歌」中國星火基金會會歌
- 2011年，「行義我關懷」香港傑出義工會會歌
- 2012年，「我的快樂天堂」IN59「IN59用心看世界音樂會」活動主題曲
- 2012年，「我在您身邊」東華三院「東華三院‧拉斐特「姿‧心語」關愛婦女」計劃主題曲
- 2013年，「我會做到」醫院管理局「威爾斯親王醫院 - 相信：公平與仁心-醫患護信」計劃主題曲
- 2013年，香港電台～第五台節目<活在有情天>主題曲【活在有情天】
- 2014年，新城勁爆勵志兒歌頒獎禮2014-獲新城勁爆勵志歌獎- Can you see the miracles?
- 2015年，「聽花語」心之泉源慈善音樂會主題曲
- 2015年，「不能回頭的故事」微電影「愛。不見」主題曲 ETC

曾合作的音樂人及演藝人﹕
近年，明欣致力於音樂創作、演出、生命教育等工作，曾與眾多音樂人合作，包括盧冠廷、鄭國江、趙增熹、張佳添、高世章、岑偉宗、林日曦、徐偉賢、黎允文、許少榮、鄺祖德、許哲誠等。她亦與不同演藝人合作，包括曾志偉、李克勤、許志安、黎耀祥、陳啟泰、容祖兒、梁詠琪、陳慧琳、鍾欣桐、謝安琪、張敬軒、王菀之、方力申、鄭融、官恩娜、楊思琦、馬浚偉、黃凱芹、周柏豪、泳兒等。
明欣在2024年正式進住youtube，開設個人頻道汪明欣Me Time 欣欣 Time：https://www.youtube.com/@metimeyanyantime （页面存档备份，存于） ，一起肩負著生命教育大使的使命，實行以生命影響生命，以藝術推動社會共融的理念，希望為更美好的社會作出貢獻。
明欣的心願：過去十多年來，明欣曾被邀到過千間大中小學、醫院、監獄、戒毒所、懲教署及各個展能中心、宣揚逆境自強等訊息，希望以生命影響生命將正能量發放到世界每個角落。

## 軼事
根據她的自述，當她知道從此失明的事實後，真的感到崩潰，其兄長曾安慰她說︰「你好慘嗎？『貝多芬』也是聾啞，比你更慘啊，世上不只你一人是這樣，別人比你更多障礙，仍不放棄。」又聾又啞的，其實是海倫凱勒。

## 外部連結
- 汪明欣 Me Time 欣欣 Time: https://www.facebook.com/MeTimeYanYanTime/
- 汪明欣Me Time 欣欣 Time：https://www.youtube.com/@metimeyanyantime （页面存档备份，存于）